# Фактор Зої
Фактор Зої — романтична комедія, режисера Абхішека Шарма. Продюсерами фільму є 
Пуджа Шетті Деора та Арті Шетті. В головній ролі Сонам Капур та Дулкар Салман. Реліз фільму заплановано на 14 червня 2019..

## У ролях
- Сонам Капур — Зоя Сінгх Соланкі
- Дулкар Салман — Ніхіл Хода
- Санджай Капур — Віджаендра Сінгх Соланкі
- Шоіб Ахмед — Даббу
- Р. Бакті